# Wójcik (województwo łódzkie)
Wójcik – osada w Polsce położona w województwie łódzkim, w powiecie radomszczańskim, w gminie Gomunice.
W latach 1975–1998 miejscowość należała administracyjnie do województwa piotrkowskiego.
4 września 1939 żołnierze Wehrmachtu po wkroczeniu do wsi spalili młyn należący do Wacława Lankamera i zabijali mieszkańców napotkanych na ulicy. Zabili 7 osób, w tym dwoje dzieci w wieku 5 i 4 lat.